# Guadalupe Dueñas
Guadalupe Dueñas de la Madrid (Guadalajara, Jalisco, 19 de octubre de 1910 - Ciudad de México, 10 de enero de 2002) fue una destacada cuentista y ensayista mexicana del siglo XX.

## Biografía
La fecha de su nacimiento ha sido discutida por varios investigadores y escritores. Esto se debe a que Dueñas no hizo de conocimiento público su edad. Se ha estimado que pudo nacer entre 1907 y 1912 , aunque hay algunos que indican su nacimiento hasta 1920.
Fue la hija primogénita del matrimonio de Miguel Dueñas Padilla, de ascendencia española, y Guadalupe de la Madrid García, prima hermana del expresidente de México, Miguel de la Madrid Hurtado, y nieta de Enrique O. De la Madrid.
Su padre fue estudiante del Seminario Católico. En un viaje a Colima conoció a la adolescente de catorce años y origen libanés,  Guadalupe de la Madrid, y dejó los hábitos. La metió en un colegio pues aún era muy chica para casarse y cuando tuvo edad suficiente, contrajeron matrimonio y se mudaron juntos a Guadalajara.
La pareja formó una gran familia: tuvieron catorce hijos, de los que ocho llegaron a la edad adulta: Guadalupe, Miguel (quien murió en un accidente a los veintitrés años), Carmelita, Gloria, Lourdes, Luz María, Manuel y María de los Ángeles.
Fuera de estas pequeñas señas familiares, de los primeros años de la vida de Guadalupe se conoce poco salvo lo que repiten varias fuentes: cursó su educación básica en los Colegios Teresianos de la Ciudad de México y Morelia; tomó clases particulares de literatura con Emma Godoy y llevó cursos en la Universidad Nacional Autónoma de México.

### Juventud e infancia
Si bien de los segundos años de la vida de Dueñas no existe suficiente bibliografía, en el archivo de la Coordinación Nacional de Literatura se conserva la fotocopia de una entrevista publicada justo después de la muerte de la autora pero que tuvo lugar un día de 1993 en la casa que Dueñas tenía en la avenida Universidad, frente a los Viveros de Coyoacán.
Leonardo Martínez Carrizales, el autor de este documento, tenía el propósito de obtener el material suficiente para elaborar una biografía a la manera en que Víctor Díaz Arciniega había hecho la suya sobre el director de la huelga por la autonomía universitaria, Alejandro Gómez Arias.
Los deseos de Carrizales se vieron frustrados: después de Semana Santa, la escritora no lo admitió de nuevo pues debía prepararse, dijo, en silencio para la muerte.
Sin embargo, antes del silencio, las palabras recogidas en esa entrevista logran dar con un perfil íntimo de la escritora. Sale a escena, por ejemplo, un padre que

tenía la idea de la religión de la edad de las cavernas --no, no tanto--, qué le diré, de… pues sí, ¡terrible! […] como una réplica de Isabel La Católica [y mi madre era]  absolutamente diferente de él, gente de mar, con una familia libre, liberal, como les decían, que no tenían nada que ver con la cosa religiosa [Sin embargo, nosotros llevamos] una vida absolutamente conventual. Yo no conocía a nadie. Rezábamos el rosario con toda la servidumbre. Las amistades todas eran cristianísimas. De un convento salíamos para otro.

Mi papá a las seis de la mañana nos levantaba para ir a misa de siete. Y como él se quedó con la cuestión religiosa porque debería haber sido un sacerdote… nos despertaba con “¡viva Jesús!” y yo quedito decía “¡que se muera!”, porque me despertaba, tenía frío y teníamos que ir a la iglesia a misa… Todo eso me ponía trastornada. Y a mis hermanas, a nadie le afectaba. Entonces ellos vieron que yo nací malvada […] Yo realmente toda mi juventud la pasé en el internado. Ya salí señora grande como de dieciocho años. Cuando salí al mundo […] venía encandilada porque de ni de un lado ni de otro.

De un encierro al siguiente entre las identidades con las que no se sentía identificada (“ni de un lado ni de otro"), es que Guadalupe Dueñas empezó a escribir:

Yo llevaba un diario que llevaban todas las niñas del colegio: no era casual. Ellas lo llevaban y las madres nos decían que sí […] que dijéramos: hoy lunes pasó esto, hoy martes rezamos tal cosa. En fin, cosas de esas. Y yo entonces en ese libro realmente fui yo. Puse todos los odios, el disgusto que me causaba la vida, la decepción en la que estaba, la desesperanza total. Fui muy renegada, y aparte muy alegre. Yo allí hice versos; en fin hice todo lo que creía poder hacer. Me traje el libro, y ese libro que fue tan oscuramente escrito, de cosas que no pasaban, ¡no pasaba nada! Yo decía: ‘hoy es lunes, aquí no pasa nada ni va a pasar nunca jamás. Nada, no hay una monja que se muera, no hay…’ Bueno, cosas horribles[.] Y allí hice muchos versos y muchos medios cuentos que creía yo que eran cuentos y era poesía.

El primer lector de este cuaderno, y los poemas que adentro había, fue su tío, el sacerdote y humanista Alfonso Méndez Plancarte, primo de su padre por la línea materna del apellido Padilla. La importancia de este primer crítico es crucial, pues su consejo definió en gran parte la prosa de Dueñas: “te va a servir ¡cantidad! [dijo Alfonso Méndez al leer sus poemas] de base para que tú escribas. Pero nunca vayas a publicar un verso. Tú no eres para la poesía, eres para la prosa que ya bastante poética te sale"
Dueñas nunca publicó un poema ni hay verso alguno de su autoría, pero siguió escribiendo siempre, donde quiera; "cuadernos y cuadernos de burradas". Y no es sino hasta su regreso de Estados Unidos, al Distrito Federal, "con un corazón diferente, con una mente totalmente diversa"  que escribió sus primeros cuentos.
Sin embargo, la historia del comienzo literario de Dueñas es todo menos glamurosa y sí, llena de humor, como sus historias mismas. En una feria del libro, el encargado del estante del Fondo de Cultura Económica le permitió poner su auto-publicación a la venta, es decir, unos "cuentitos" forrados "con muy bonitas pinturas, todas chuecas, las vacas deteniéndose en la cola, un éxito, pero no de lo que escribía, sino de lo que pintaba, eso era lo más chistoso".
La jalisciense recuerda ese evento-hito de su vida literaria con estas palabras:

El pobre muchacho [del FCE] se arriesgó bastante al ponérmelos. Y estaba asombrado. [Decía]: “¡no sabe cómo los compran! ¡Tráigame más!” ¡Pero no se me secaban en el sol! Se me movían, se rayaban. Todos chuecos, llevaban faltas de ortografía… ¡No, fabuloso! Por eso les gustaban más [...] En una máquina chiquitita, en una máquina que tiene la letrita pirruñienta ponía las hojitas y las iba haciendo y luego las cosía

Probablemente este hecho no habría tenido mayor trascendencia si no fuera porque, entre los asistentes a la feria se encontraban los nada desdeñables compradores: Alfonso Reyes, Octavio Paz, Julio Torri. El tal libro-cuento se les hizo tan chistoso, tan caro (10 pesos), que lo compraron. Les dio ternura, rememora Dueñas, "pensaron que probablemente era la obra de una viejita con la suficiente autoestima para poner a la venta sus historias".
Sin embargo, Emmanuel Carballo quien por aquel entonces colaboraba en el suplemento México en la cultura, vio en el cuento de ‘Mariquita’, algo más que sólo un evento curioso y le habló por teléfono a la escritora para discutir la posibilidad de publicar sus historias:

‘Bueno, ya me imagino que usted es una señora mayor, y que no ha de querer venir [dijo Carballo]’. ‘Sí [contestó la joven Dueñas] ya estoy muy viejecita. Ya nada más salgo cuando alguien me lleva, o con el bastón’. ‘[S]í señorita, yo lo comprendo, pero no tenga usted cuidado, nosotros mandamos a [¿?] para recoger eso; ¿pero tiene usted algún otro?’. ‘Sí [...] tengo La tía Carlota’ 

En realidad, la primera vez que los cuentos de Dueñas tuvieron tinta de imprenta fue en la publicación que dirigían los hermanos Plancarte (Alfonso y Gabriel), Ábside, revista de cultura mexicana. En el número de julio-septiembre de 1954 aparecieron “Las ratas”, “El correo”, “Los piojos” y “Mi chimpancé”, más tarde distribuidos como una plaquette independiente. Y éste fue el inicio de muchas colaboraciones que continuarían durante los siguientes tres años.
En la década de los sesenta recibió la Beca del Centro Mexicano de Escritores, por la cual pudo conocer a varios de los que se volverían amigos cercanos, como Miguel Sabido. Esta beca se debió por su labor de escritora que empezó desde 1954 al empezar a escribir en revistas literarias como Ábside, América, Metáfora y Revista Mexicana de Literatura. Además de escribir sus cuentos, también hizo adaptaciones televisivas (como el cuento “La sunamita” de su amiga Inés Arredondo), censura cinematográfica (en la Oficina de la Secretaría), guiones de telenovelas, asesoría teatral (como parte de su trabajo en el Instituto Mexicano del Seguro Social, en el que impulsó obras de dramaturgos contemporáneos como Luisa Josefina Hernández), etc. Como se ve, Dueñas fue una gran difusora de la cultura en su tiempo, no sólo trató de incluir autores extranjeros reconocidos sino también de autores nacionales contemporáneos.
Igualmente impartió talleres literarios en su casa durante una década, desde finales de los cincuenta hasta finales de los sesenta, con ayuda de Fausto Vega y Agustín Yáñez. A estos talleres acudieron varias escritoras de todo tipo de género literario, las que hacían creación de textos y crítica de estos mismos, ayudándose entre sí en el mejoramiento de sus creaciones.
En los últimos años de su vida se enclaustró en su casa (sin recibir a nadie) como bien lo había hecho por imposición de su padre en su niñez y adolescencia. Se dice que su confinamiento era para prepararse para su muerte.

## Obras

### Individual
- Las ratas y otros cuentos, México, 1954.
- Tiene la noche un árbol, México, Fondo de Cultura Económica, Letras Mexicanas, 1958.
- No moriré del todo, México, Joaquín Mortiz, 1976.
- Imaginaciones, México, Jus, 1977 (pequeñas retratos literario-biográficos de escritores e intelectuales).
- Antes del silencio, México, Fondo de Cultura Económica, Letras Mexicanas, 1991

### Antologías
- “Pasos en la escalera”, “La extraña visita” y “Girándula”, en Girándula, México, Porrúa, 1973.
- “Guadalupe Dueñas” en Los narradores ante el público 2.ª serie, México, Joaquín Mortiz, 1967, pp. 57-65 (conferencia leída en el Palacio de Bellas Artes de la Ciudad de México).
- Guadalupe Dueñas ¡está de moda...!: ficciones, invenciones, colaboraciones y versiones; testimonio de Vicente Leñero [prólogo de Gerardo de la Cruz], México, Conaculta-INBA, 2012 (formato electrónico disponible en línea).
- Países del limbo, Una antología de la narrativa mexicana del siglo XX (2001)
- Obras completas / Guadalupe Dueñas ; selección y prólogos Patricia Rosas Lopátegui ; introducción Beatriz Espejo, Ciudad de México : Fondo de Cultura Económica FCE, 2017, ISBN 978-607-16-4609-5

## Publicaciones sobre Dueñas
- Castro Ricalde, Maricruz. “Entre la elocuencia y el silencio”. Guadalupe Dueñas, después del silencio. México: TEC-FONCA-UNAM-UAM, 2010a. 45-61
- ____. “Yo soy el otro: Imaginaciones de Guadalupe Dueñas”.	Guadalupe Dueñas, después del silencio. México: TEC-FONCA-UNAM-UAM, 2010b. 103-107
- ----.  “Guadalupe Dueñas y las Tertulias del Mate” en Sara Poot-Herrera (edit). Bebida y Literatura. Aguas Santas de la Creación. Vol. II. México: Ayuntamiento de Mérida, UC-Mexicanistas, 2011. pp. 145-163. ISBN 968-5055-14-9
- ---. “Antes del silencio (1991): el catecismo personal de Guadalupe Dueñas” en Maricruz Castro y Marie-Agnès Palaisi-Robert. Narradoras mexicanas y argentinas siglos XX-XXI. Antología crítica. París: Éditions Mare et Martin, 2011, p.29-46.  ISBN 978-2-84934-077-6
- ---. “Visos fantásticos en la narrativa de Guadalupe Dueñas”, en Revista de Literatura Mexicana Contemporánea. Vol. 17, no. 50, Universidad de Texas at El Paso, Ed. Neón, 2011. pp. VII- XIII, ISSN 1405-2687
- ---. “Animalización de los sujetos y estructuras sociales en la narrativa de Guadalupe Dueñas” en Cecilia Eudave y Encarnación López (coords.). Zoomex. Los animales en la literatura mexicana. Guadalajara: Universidad de Guadalajara, 2012.
- Espejo, Beatriz. "Guadalupe Dueñas, una fantasiosa que escribía cuentos basados en la realidad". Seis niñas ahogadas en una gota de agua. Beatriz Espejo (comp). México: DEMAC/UANL, 2009. 35-53
- Flores, Mauricio. “Hablaron Dueñas y Leñero de su paso por el Centro de Escritores Mexicanos”. El nacional. Segunda sección. Junio 26 (1986): 7
- Leñero, Vicente. “Lo que sea de cada quien. El huésped de Guadalupe Dueñas”. Revista de la Universidad de México. Número 46. Diciembre (2007): 106.
- López Morales, Laura. “El arte de escribir cuentos”. Guadalupe Dueñas, después del	silencio. México: TEC-FONCA-UNAM-UAM, 2010. 65-78
- Gümes, César y Ericka Montaño. “Relatos clásicos, legado de Lupe Dueñas a la literatura mexicana”. La jornada virtual. Domingo 13 de enero de 2002.
- González Suárez, Mario. Paisajes del limbo: una antología de la narrativa mexicana del	siglo XX. México: Tusquets Editores, 2001.
- Miller, Beth y Alonso González. “Guadalupe Dueñas”. Veintiséis autoras del México actual. México: Costa-Amic Editor, 1978. 153-173.
- Ocampo, Aurora y Ernesto Prado Velásquez. Diccionario de escritores mexicanos. México: Universidad Nacional Autónoma de México, 1997.
- Sabido, Miguel. “Pita, la hechicera cotidiana”. Guadalupe Dueñas, después del silencio. México: TEC-FONCA-UNAM-UAM, 2010. 41-44
- Tenorio, Marta. “Guadalupe Dueñas y su viejo naranjo”. Punto. Un periódico de periodistas. Semanario. Secc Letras, num 137, junio 17-23 (1985): 19.

## Tesis sobre Dueñas

### En México
- Piñeiro Carballeda, Aurora. Tiene la noche una Venus oscura: la cuentística de Ángela Carter y Guadalupe Dueñas desde la perspectiva de la literatura gótica. UNAM. 2001
- Castellanos Hernández, Gloria. El fantasma narrativo de Guadalupe Dueñas en el cuento Historia de Mariquita. UNAM. 2001.
- Gutiérrez De la Torre, Silvia Eunice.  Guadalupe Dueñas: poética. Parodia y símbolo. Universidad Veracruzana. 2012
- Tec, Juan Antonio. La poética del terror y horror en la narrativa de Guadalupe Dueñas. El Colegio de México. 2025.

### En el extranjero
- Minc Schatzky, Rose. Lo fantástico y lo real en la narrativa de Juan Rulfo y Guadalupe Dueñas. New Brunswick-New Jersey: Thesis (Ph D) Rutgers University, 1976.
- Cooper, Sara Elizabeth. Maladaptive family patterns in Latin American fiction: Guadalupe Dueñas and Edda Van Steen. Thesis (M.A.). University of Texas at Austin, 1994.
- Zee, Linda S. The boundaries of the fantastic: the case of three Spanish American women writers. Ann Arbor, Míchigan: UMI, 1994/Indiana Univ., Diss: Bloomington, 1993